# O Baby
O Baby è un singolo del gruppo musicale inglese Siouxsie and the Banshees, pubblicato il 28 dicembre 1994 come primo estratto dall'album The Rapture.

## Il disco

### Contesto e musica
Prodotto da John Cale, il Melody Maker ha scritto: "O Baby è il meraviglioso preludio a Rapture" ed è "deliziosamente pop”.
La canzone è molto diversa musicalmente e liricamente da quasi tutti i precedenti lavori di Siouxsie and the Banshees. Si tratta di una canzone d'amore con un tempo-veloce e un ritmo saltellante, un leggero lavoro di chitarra e testi semplici e allegri di Siouxsie Sioux.
Il lato B B Side Ourselves è stata suonata dalla band durante gli spettacoli del tour del 1995.
Le tracce extra sono le versioni acustiche di Swimming Horses e All Tomorrow's Parties (originariamente composta dai Velvet Underground), entrambe registrate nel dicembre 1991 per la stazione radio KROQ.
O Baby è stato l'ultimo singolo di Siouxsie and the Banshees ad entrare nei top 40, raggiungendo il n° 34 della classifica britannica. È stato anche il loro ultimo ingresso nella classifica statunitense Alternative Songs, arrivando alla posizione 21.

## Tracce
Testi di Sioux, musiche di Siouxsie and the Banshees, eccetto ove indicato.

### 7"
Lato A
1. O Baby - 3:20

Lato B
1. B Side Ourselves - 3:44

### CD (UK ed Europa)
1. O Baby - 3:20
2. B Side Ourselves - 3:43
3. O Baby (Manhattan Mix) - 3:23

### CD (UK)
1. O Baby - 3:20
2. Swimming Horses (live) - 4:32
3. All Tomorrow's Parties (live) - 6:07 (Reed)

### Musicassetta
Lato 1
1. O Baby - 3:20

Lato 2
1. B Side Ourselves - 3:44

## Formazione
- Siouxsie Sioux - voce, chitarra
- Steven Severin - basso
- Budgie - batteria, percussioni
- Martin McCarrick – tastiera, violoncello
- Jon Klein - chitarra elettrica, chitarra acustica

## Classifiche
| Classifica (1995)         | Posizione massima |
| ------------------------- | ----------------- |
| Regno Unito               | 34                |
| Stati Uniti (alternative) | 21                |